# Chrome (gra komputerowa)
Chrome – gra komputerowa należąca do gatunku strzelanek pierwszoosobowych z elementami fantastyki naukowej wyprodukowana i wydana przez Techland w 2003 roku na platformie Microsoft Windows. Jest to pierwsza gra akcji autorstwa Techlandu.

## Fabuła
Akcja gry toczy się w odległej przyszłości, w erze kolonizacji kosmosu, w Valkyrii – jednym z układów planetarnych leżącym gdzieś na pograniczu znanego ludzkości Wszechświata. Ówczesna nauka i technika pozwala już wówczas dokonywać terraformacji wielu odkrytych planet, czyniąc je zdatnymi do życia dla człowieka. Kluczem do wykorzystania tej technologii jest chrom, który z tego powodu staje się niezwykle cennym i poszukiwanym pierwiastkiem.
Głównym bohaterem Chrome jest Bolt Logan (któremu użyczył głosu Paweł Orleański), były żołnierz oddziałów specjalnych SpecForce, obecnie najemnik pracujący wespół z Ronem „Pointerem” Hertzem, również byłym członkiem SpecForce’u. W prologu, wprowadzającym gracza w świat gry, obydwaj mężczyźni wypełniają kolejne zlecenie, polegające na kradzieży danych korporacji Octolab z jej placówki na planecie Zorg. Misja przybiera zły obrót, gdy Pointer zdradza swojego partnera, pozostawiając go uwięzionego wewnątrz bazy, a samemu opuszczając planetę ze skradzionymi danymi. Loganowi udaje się jednak uciec z pomocą Carrie (głos pod nią podłożyła Joanna Pierzak) – kobiety, której przypuszczalnie również zlecono kradzież danych Octolabu.
Następnie akcja gry przeskakuje o rok do przodu, a Logan i Carrie okazują się być stałymi współpracownikami. Przybywają do układu Valkyria, gdzie podejmują się szeregu zleceń dla jednej z działających tam korporacji, SPACONu. Pierwsze zadanie naprowadza Logana na trop kolejnego, dawnego członka SpecForce’u, Jurgena Dexona, obecnie pracującego dla nieznanych mocodawców. Głównemu bohaterowi udaje się odzyskać skradzione przez niego kontenery z cennym sprzętem należącym do SPACONu, a następnie zestrzelić samolot Dexona. Carrie usiłuje, w oparciu o dane zdobyte przez Logana w bazie Dexona, odkryć tożsamość jego pracodawców, lecz okazują się one zbyt silnie zakodowane, aby była w stanie je odszyfrować. Nie udaje się to także specjalistom ze SPACONu. Mając nadzieję na szybkie odkrycie zawartości danych, Logan – za namową Carrie – podejmuje się misji uwolnienia profesora Bernarda Shybkova, specjalisty od nanotechnologii, porwanego jakiś czas temu przez ludzi Dexona. Choć wykonuje to zadanie pomyślnie, Shybkov nie wydaje się być zadowolony z bycia uratowanym, co budzi podejrzenia Logana.
Wkrótce SPACON zleca Loganowi kolejne zadanie, wysyłając go do będącej własnością korporacji niewielkiej kolonii górniczej na planecie Terbon. Kolonia ta, kierowana przez Johna Browna, jest stale nękana atakami Hannibali – gangu skinheadów, najwyraźniej działającego na czyjeś zlecenie. Pierwsza misja Logana polega na uwolnieniu porwanej przez nich córki Browna, Lisy, oraz odzyskaniu skradzionego sprzętu górniczego. Niedługo później Logan zostaje ponownie zaangażowany w działania na Terbonie, tym razem ma pomóc górnikom w odparciu zmasowanego ataku Hannibali. Kiedy bandyci zostają odparci, Logan otrzymuje od Carrie drastyczną wiadomość – okazuje się, że ktoś włamał się do siedziby zarządu SPACONu i wymordował wszystkich w budynku. Kończy to żywot korporacji, której interesy przejmuje inna firma, CoreTech. Nie obejmuje to jednak autonomicznej kolonii na Terbonie, która od tej pory zaczyna działać samodzielnie.
Pracownica CoreTechu, Nicole Parker, kontaktuje się z Loganem i Carrie, proponując im przyjęcie misji polegającej na zinfiltrowaniu bazy orbitalnej konkurencyjnej korporacji Zetrox – według niej, odpowiedzialnej za zniszczenie SPACONu – oraz kradzieży danych, mogących posłużyć jako dowody przeciwko niej. Logan z początku nie zgadza się, gdyż włamywanie się do baz orbitalnych jest zakazane przez prawo międzygalaktyczne, ale zmienia zdanie po obejrzeniu zdjęć z masakry zarządu SPACONu. Na jednym z nich uwieczniono twarz jego dawnego towarzysza, Pointera. Loganowi udaje się ukraść wahadłowiec Zetroxu i dostać się nim do bazy orbitalnej oraz wykraść stamtąd dane, które następnie przekazuje Nicole Parker.
Niedługo potem jej statek powietrzny zostaje zaatakowany przez żołnierzy Zetroxu, a sama Nicole Parker porwana i przewieziona w nieznane miejsce. Logan bez zastanowienia podejmuje się udzielenia jej pomocy. W czasie akcji ratunkowej wśród napastników odnajduje Jurgena Dexona, który przeżył zestrzelenie jego samolotu. Tym razem jednak Dexon ginie w walce z Loganem.
CoreTech, dysponując już dowodami przestępstw popełnionych przez Zetrox, przekazuje je Protektoratowi, najwyższemu organowi ścigania w świecie gry. Loganowi zaś zleca zinfiltrowanie bazy Zetroxu, gdzie prowadzone są prace nad zabójczym nanowirusem, który ma zostać użyty przeciwko kolonistom na Terbonie. Przekonuje go do przyjęcia zadania informacją, że w dowódcą tej placówki jest Pointer. Logan z powodzeniem przedostaje się do wnętrza bazy i podkłada ładunki pod kontenery z nanowirusem, lecz w drodze do wyjścia zostaje uwięziony w szybie windy. Wówczas niespodziewanie kontaktuje się z nim Pointer, który – jak się okazuje – w rzeczywistości pracował cały czas dla CoreTechu. Podczas gdy Logan tkwi w pułapce, jego dawny partner wyjawia mu, że główny bohater został wykorzystany, aby CoreTech mógł wykraść nanowirusa od Zetroxu i samemu go użyć. Zdradza mu również, że koloniści na Terbonie ukryli przed Loganem fakt, że już dwa miesiące temu odkryli na Terbonie chrom i rozpoczęli jego wydobycie. Pozostawia go następnie na pewną śmierć – baza ma wkrótce ulec samozniszczeniu. Z pomocą jednak przychodzi Loganowi Nicole Parker, która uwalnia go z windy i umożliwia ucieczkę.
Kobieta, dowiedziawszy się o zamiarach swoich pracodawców wobec kolonistów na Terbonie, postanawia ich powstrzymać. Z jej pomocą Logan wdziera się do bazy CoreTechu na planecie IceGuard i z powodzeniem zatrzymuje produkcję nanowirusa, a następnie niszczy jego zapasy. Za zdradę korporacji Nicole zostaje zamordowana przez Pointera. Później jednak, w placówce CoreTechu na Terbonie Pointer ginie pokonany w walce przez Logana, który dokonuje tym samym zemsty za porzucenie go przez dawnego kompana w prologu.
Po śmierci Pointera i zniszczeniu nanowirusa, do Logana zgłaszają się przedstawiciele korporacji CoreTech i Zetrox (ten drugi oczyścił się z zarzutów dzięki przekupionym funkcjonariuszom Protektoratu), a także przywódca kolonistów John Brown. Każda z tych osób składa Loganowi propozycję. CoreTech zleca mu zabójstwo Johna Browna, aby ułatwić sobie wybicie kolonistów i przejęcie kontroli nad Terbonem. Zetrox chce opanować kolonię pokojowymi metodami, ale spodziewa się desperackiego ataku żołnierzy CoreTechu, dlatego zamierza zatrudnić Logana do jego odparcia. John Brown z kolei prosi bohatera o pomoc w odparciu ataku najemników Zetroxu i ocaleniu kolonii. Gracz zmuszony jest dokonać wyboru – zależnie od tego, po której stronie się opowie, zakończenie gry będzie inne:
- jeśli Logan zdecyduje się pomóc Zetroxowi, koloniści zostają bezkrwawo wysiedleni z planety, a najemnicy Zetroxu odpierają atak sił CoreTechu, dzięki czemu Zetrox zdobywa panowanie nad Terbonem. Po bitwie Carrie oświadcza, że to najlepszy moment, aby zakończyć współpracę z Loganem[13];
- jeżeli Logan zdecyduje się pomóc CoreTechowi, oburzona Carrie natychmiast zrywa z nim współpracę, zaś bohater udaje się na Terbon samotnie i pokonując opór lekko uzbrojonych kolonistów, zabija Johna Browna. CoreTech przejmuje kontrolę nad Terbonem, a Logan przypuszczalnie zajmuje miejsce Pointera jako płatny zabójca korporacji[14];
- jeżeli natomiast Logan zdecyduje się wesprzeć kolonistów, będzie musiał wziąć udział w odpieraniu przez nich zaciekłego ataku najemników Zetroxu. W międzyczasie okazuje się, że siedziba CoreTechu została zajęta przez Pacyfikatorów Protektoratu, co ostatecznie eliminuje z układu Valkyrii wszystkie korporacje i pozwala kolonistom działać samodzielnie. John Brown składa głównym bohaterom propozycję współpracy oraz udziału w zyskach z wydobycia chromu. Logan i Carrie odrzucają jednak tę propozycję i wracają do dawnego zajęcia; przypuszczalnie nawiązuje się pomiędzy nimi romantyczne uczucie[15].

## Rozgrywka
Rozgrywka została podzielona na czternaście ułożonych kolejno misji. Przed wyruszeniem do akcji gracz ma możliwość zapoznania się z raportem sytuacyjnym przygotowanym przez Carrie, z którego dowiaduje się m.in. o siłach i uzbrojeniu przeciwnika czy o ukształtowaniu terenu, w którym przyjdzie działać Loganowi. Informacje te można wykorzystać do wyboru broni i wyposażenia. Z uwagi na to, że akcja Chrome dzieje się w przyszłości, bronie dostępne w grze są fikcyjne i futurystyczne, choć większość z nich działa na podobnej zasadzie jak broń strzelecka z drugiej połowy XX i początku XXI wieku. Gracz ma zatem do wyboru: klasyczny pistolet kaliber 9 mm w wersji zwykłej jak i wytłumionej, rewolwer ładowany do bębna, pistolet maszynowy tak z tłumkiem jak i bez niego, najpowszechniej używany karabinek szturmowy, samopowtarzalny karabin snajperski z celownikiem optycznym oraz granatnik. Wraz z postępem fabuły pojawiają się nowe bronie, w tym fantastyczne, działające w oparciu o laser podczerwony. Logan może zabierać ze sobą na misje także granaty odłamkowe i kasetowe, nóż bojowy, apteczki, baterie, czy lornetkę.
Gracz dostaje cele do wykonania zarówno na początku jak i w czasie trwania misji. W niektórych etapach przychodzi mu współpracować z innymi postaciami. Są to osoby, które Logan ma uwolnić lub biorący udział w walce koloniści czy żołnierze korporacji, z którymi główny bohater się sprzymierzył; nie można im jednak wydawać żadnych rozkazów. Rozgrywka opiera się więc na działaniu w pojedynkę. Logan posiada specjalne wszczepy (implanty), które podnoszą niektóre jego zdolności; część z nich jest dostępna od razu, a inne aktywują się dopiero w trakcie rozgrywki. Używanie wszczepów wyczerpuje zdrowie neuralne bohatera, które trzeba uzupełniać bateriami. W wielu budynkach Logan korzysta z terminali, jak w grze nazywane są komputery, z których kradnie tajne dane albo otwiera drzwi do kolejnych lokacji. Włamanie się do terminala lub systemu zabezpieczeń wymaga zazwyczaj wykonania skromnej minigry, polegającej na dopasowaniu w pary ukrytych kształtów.

## Prequel
W 2005 roku ukazała się gra pt. Chrome: SpecForce. Jest ona rozwinięciem i fabularnym prequelem Chrome, opowiadającym historię wspólnej służby Bolta Logana oraz Rona „Pointera” Hertza w oddziałach SpecForce’u.

## Odbiór gry
Gra otrzymała mieszane opinie od recenzentów. Martin Taylor z portalu EuroGamer zaczyna swój tekst, nawiązując do narodowości twórców: „We wprowadzeniu miałem rzucić jakimś polskim żartem, ale coś się wydarzyło po tym, jak zagrałem w pierwszą w historii grę akcji od Techlandu. Coś złego. Moje poczucie humoru po prostu zniknęło, wraz z wolą życia, poczuciem celu i zdolnością do oczyszczenia się. To kolejna przypadkowa, praktycznie nieznana strzelanka FPS, która próbuje zostać królem przegranych”. Największymi mankamentami Chrome są według Taylora: brak cech wyróżniających produkcję Techlandu spośród innych gier w gatunku, nadludzkie zdolności przeciwników, monotonne wnętrza budynków, uboga fizyka zniszczeń, nienaturalne ragdolle i po prostu nudna rozgrywka: „[gra jest] niewiarygodnie przeciętna w każdym aspekcie rozgrywki, tak że nasz entuzjazm dla niej osłabł w chwili, gdy zderzyliśmy się z pierwszym chrząknięciem wroga”. Pozytywnie ocena natomiast grafikę, krajobrazy, rozległe mapy i dobrze przemyślany ekwipunek głównego bohatera.
Bardziej przychylną recenzję wystawił grze Craig Beers z GameSpot. Pozytywnie ocenia wiarygodne postacie i odpowiednio zbudowaną narrację fabularną, duży wybór broni, zróżnicowane lokacje, ciekawe misje i grafikę, krytykuje za to niedopracowane AI oraz zbyt niski poziom trudności. W tonie pozytywnym wypowiada się również Noel Durman z witryny GameSpy, który chwali rozbudowane poziomy, długi czas rozgrywki i fizykę pojazdów; grafikę nazywa „wspaniałą”, a lokacje „spektakularnie szczegółowymi”. Krytykuje źle działający system implantów oraz hakowanie serwerów, jego zdaniem niepotrzebne i naiwne.
Tal Blevins z portalu IGN charakteryzuje rozgrywkę Chrome jako leżącą „gdzieś pomiędzy Unreal i Battlefield 1942”. Najlepsze cechy gry to według niego system strzelania oraz grafika: „Chociaż nie jest to kaliber Unreal II, Chrome to dobrze wyglądająca strzelanka z ładnymi teksturami, mapowaniem wypukłości, pięknym, realistycznym środowiskiem naturalnym (szczególnie gęste lasy wypełnione największą ilością roślinności, jaką kiedykolwiek widziałem w FPS-ach) i snopami światła, które przenikają przez korony drzew”. W przeciwieństwie to Beersa, Blevinsowi podobają się hakerskie minigry. Wytyka jednak Chrome słabe udźwiękowienie, kiepskie dialogi, niedopracowane AI i zbyt niski poziom trudności.